# Adel Abbas
Adel Abbas Abdullah (Manama, Baréin; 24 de octubre de 1982) es un exfutbolista bahreiní que jugaba en la posición de lateral izquierdo. Fue internacional con la selección nacional entre 2001 y 2004.

## Carrera

### Club
Inició su carrera profesional en el Manama Club, donde jugó entre 2000 y 2006. En 2006 fichó por el Riffa SC, equipo con el que disputó sus últimas temporadas y con el que logró un título de liga.
| Periodo   | Club        | País              |
| --------- | ----------- | ----------------- |
| 2000–2006 | Manama Club | Bandera de Baréin |
| 2006–2014 | Riffa SC    | Bandera de Baréin |

### Selección nacional
Abbas disputó un total de 16 encuentros con la Selección de fútbol de Baréin entre 2001 y 2004. Participó en las fases de clasificación y en el torneo final de la Copa Asiática 2004, donde el combinado bahreiní alcanzó el cuarto puesto.

#### Partidos internacionales destacados
| Fecha                    | Rival          | Resultado | Competición                              |
| ------------------------ | -------------- | --------- | ---------------------------------------- |
| 3 de febrero de 2001     | Kuwait         | 1–2       | Clasificación para la Copa Asiática 2004 |
| 6 de febrero de 2001     | Kirguistán     | 1–0       | Clasificación para la Copa Asiática 2004 |
| 9 de febrero de 2001     | Singapur       | 2–1       | Clasificación para la Copa Asiática 2004 |
| 24 de febrero de 2001    | Singapur       | 2–0       | Clasificación para la Copa Asiática 2004 |
| 21 de septiembre de 2001 | Arabia Saudita | 0–4       | Copa de Naciones del Golfo               |
| 16 de octubre de 2001    | Tailandia      | 1–1       | Copa de Naciones del Golfo               |

## Estilo de juego
Se desempeñaba como lateral izquierdo. Destacaba por su juego defensivo sobrio, capacidad de anticipación y solidez táctica. Su pierna dominante era la zurda.

## Palmarés

### Club
Con Riffa SC
- Liga Premier de Baréin:
  - Campeón: 2012
  - Subcampeón: 2011–12, 2013–14
- Copa del Rey de Baréin:
  - Campeón: 2010
  - Subcampeón: 2012, 2013